# Landquart (řeka)
Landquart je řeka v povodí Rýna v kantonu Graubünden ve Švýcarsku. Délka toku činí 38 km (včetně nejdelší zdrojnice, potoka Vereinabach, celkem 54 km). Je pravým přítokem Alpského Rýna a odvodňuje údolí Prättigau.

## Geografie

### Vznik

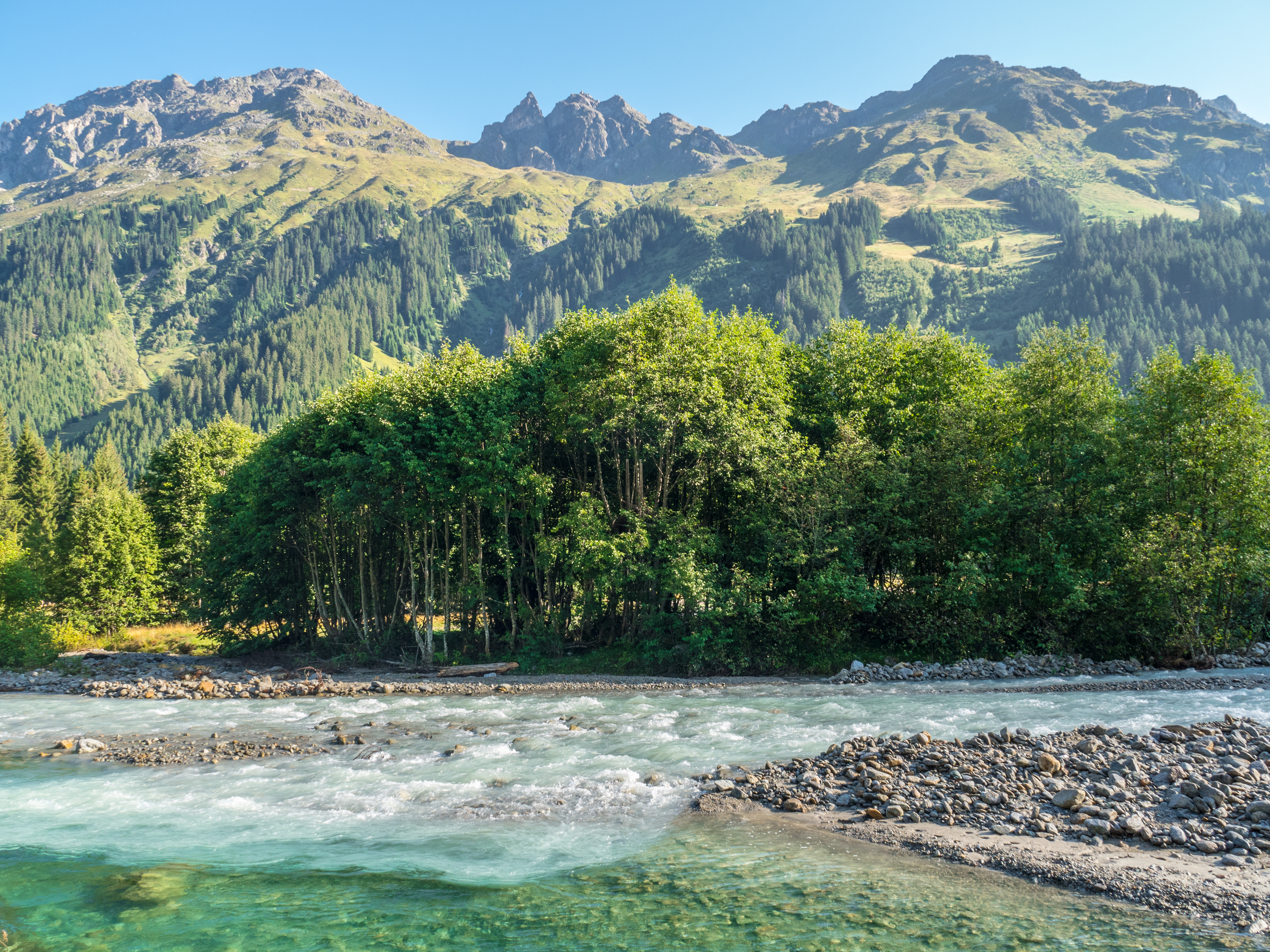
Vznik Landquartu - soutok Vereinabachu (dole) a Verstanclabachu (vpravo)

Landquart vzniká v masivu Silvretta v nadmořské výšce 1340 metrů soutokem potoků Vereinabach a Verstanclabach.

### Průběh toku
Po svém vzniku Landquart teče zpočátku západním směrem přes pastviny, míjí Monbiel a po asi 5,5 kilometrech se dostává do vesnice Selfranga, která leží v široké kotlině a patří k politické obci Klosters, kde se k němu po levé straně připojuje potok Stützbach přitékající z jihu.
Protéká obcí Klosters severozápadním směrem a poté se od severovýchodu západně od místní části Klosters Dorf přibírá potok Schlappinbach.
Následně nejprve míjí po pravé straně vesnici Mezzaselva a po levé straně obec Serneus, poté teče stále západněji kolem vesnice Saas in Prättigau a o něco později dosahuje obce Küblis, kde se do něj zprava vlévá potok Schanielabach. U osady Strahlegg (součást obce Fideris) se k ní zleva připojuje Arieschbach. Nyní protéká severoseverozápadním směrem kolem obce Jenaz a poté se k němu zleva připojuje potok Furnerbach u vesnice Pragg. U obce Schiers pak Landquart přibírá zprava Schraubach a na téže straně u obce Grüsch Taschinasbach. Krátce poté se k němu na druhé straně připojuje Schranggabach.
Landquart se nakonec vlévá zprava do Alpského Rýna z jihu u obce Landquart v údolí Alpského Rýna, která je po něm pojmenována, v nadmořské výšce 513 metrů. Její přibližně 38 km dlouhý tok končí asi 827 m pod pramenem, což jí dává průměrný sklon koryta kolem 22 ‰.

### Povodí

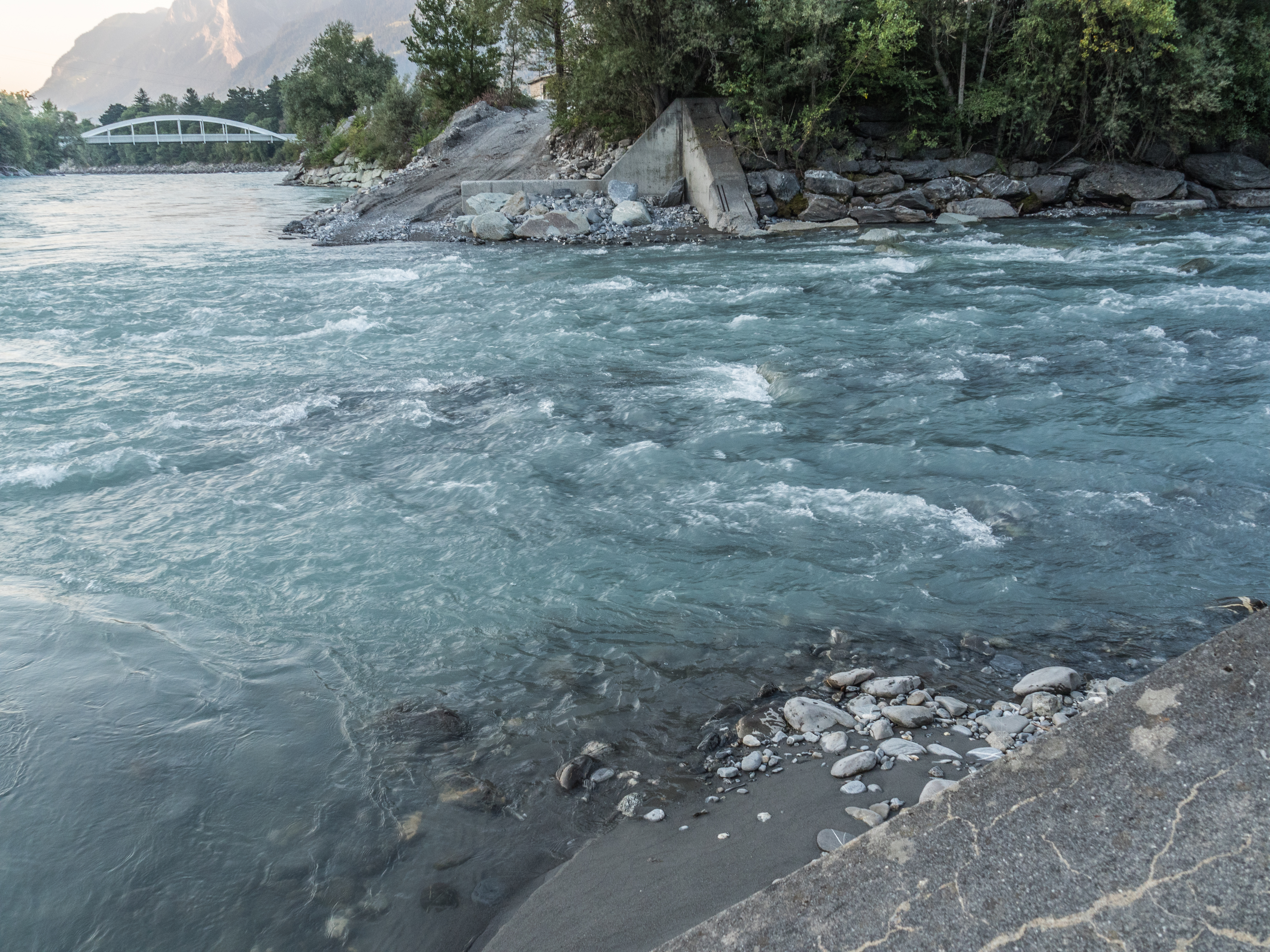
Ústí Landquartu do Alpského Rýna

Povodí řeky Landquart o rozloze 618 km² leží v Rétských Alpách a je odvodňováno Rýnem do Severního moře.
Hraničí s:
- na severu a východě s povodím řeky Ill, která se vlévá do Rýna;
- na jihovýchodě s řekou Inn, která se vlévá do Dunaje;
- na jihu se Susascou, která se vlévá do Innu;
- na jihozápadě Landwasser, který se přes Albulu vlévá do Zadního Rýna, a na severozápadě Landwasser, která se přes Albulu vlévá do Zadního Rýna.
- na západě Plessur, který se vlévá do Rýna.

Povodí tvoří z 29,7 % zalesněná půda, z 37,5 % zemědělská půda, z 2,0 % zastavěné plochy a z 30,7 % neproduktivní půda (většinou hory).
Průměrná nadmořská výška povodí je 1793,6 m n. m., minimální nadmořská výška je 515 m n. m. a maximální nadmořská výška je 3233 m n. m.

### Přítoky

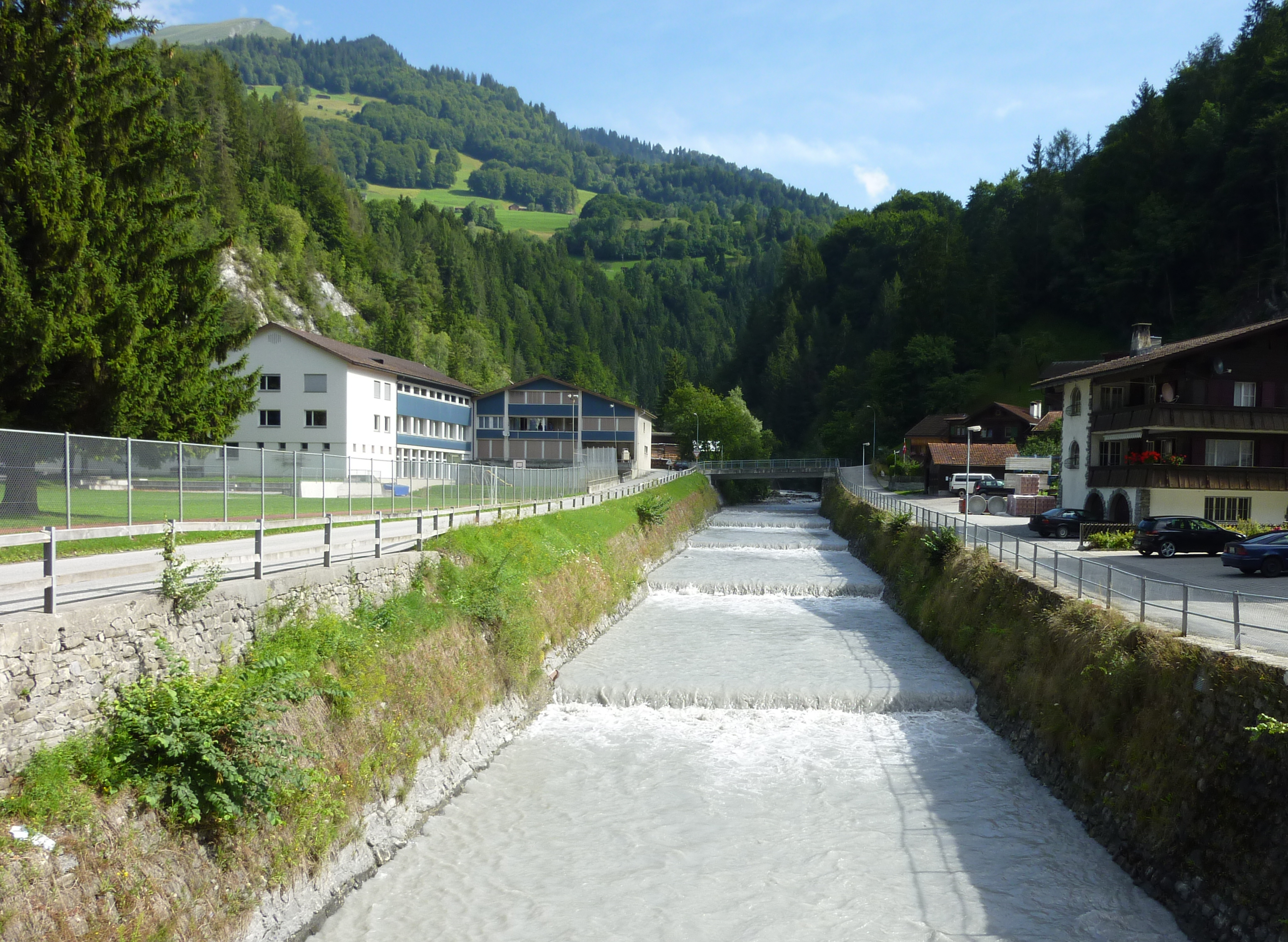
Schraubach v obci Schiers

Nejdůležitějšími přítoky jsou Schanielabach, Schraubach a Taschinasbach.

### Prättigau
Prättigau je přibližně 40 km dlouhé údolí řeky Landquart. Nejvyšším bodem Prättigau je Verstanclahorn (3297 m n. m.).

## Využití a doprava
Na řece Landquart se až do roku 1870 plavilo dřevo a v letech 1889 až 1903 byly postaveny elektrárny v Klosters, Malans, Landquart a Grüsch. Následná výstavba vodních elektráren Küblis, Klosters a Schlappin na zakázku společnosti Bündner Kraftwerke AG (nyní Repower AG) v letech 1920 až 1927 měla pro region Prättigau velký hospodářský význam.

### Mosty

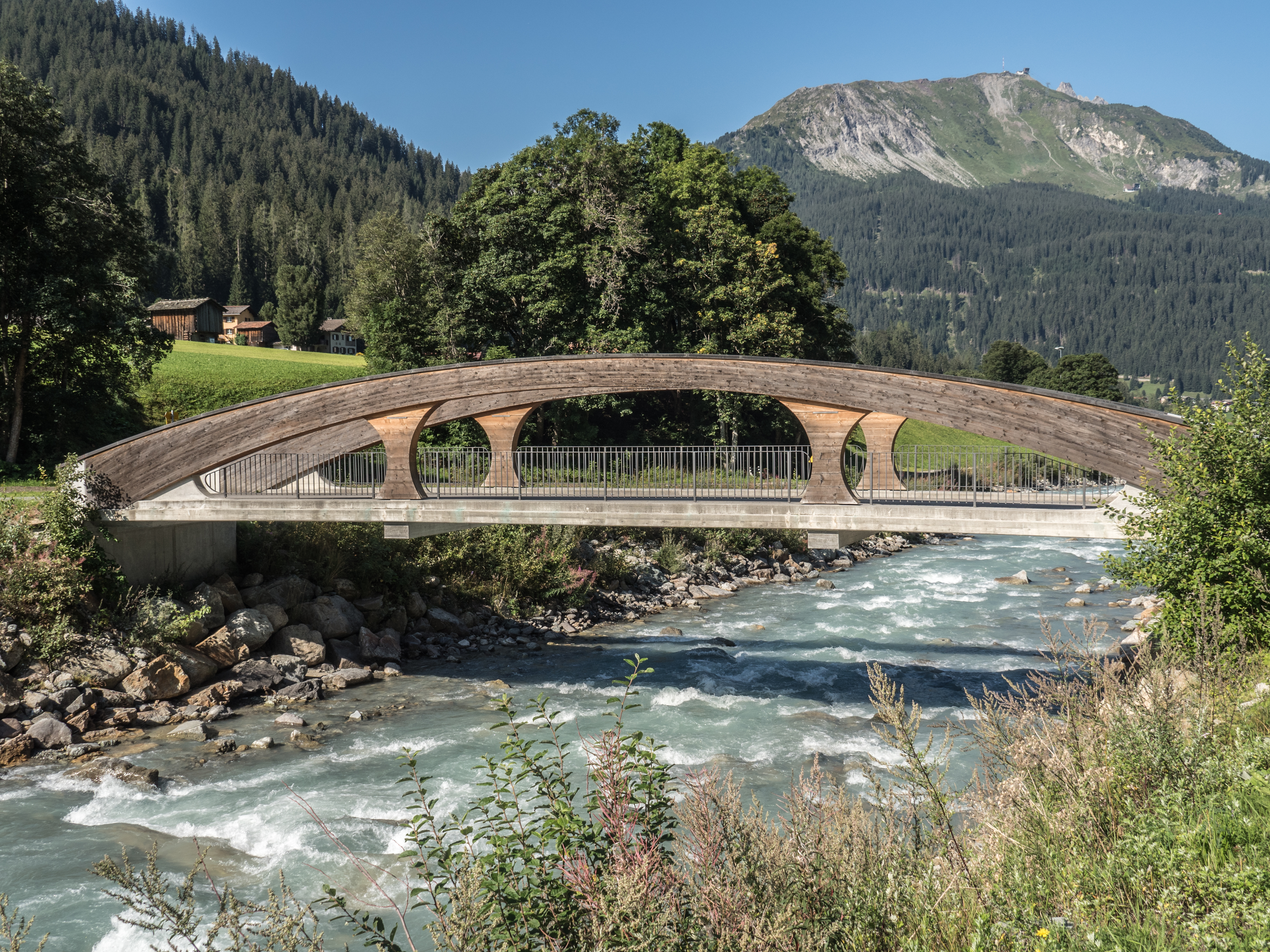
Bündelti Brücke v Klosters

Přes řeku Landquart vede přibližně 50 mostů, z nichž nejvýznamnější jsou most Landquartbrücke v Klosters, železniční most RhB-Landquartbrücke IV (příhradový most z předpjatého betonu) a Sunnibergbrücke. Během povodní v srpnu 2005 byla řada mostů odplavena nebo poškozena a musela být nahrazena.